# Bruno François-Boucher
Bruno François-Boucher (31 de março de 1957 - ) é um francês que atua no cinema em múltiplas funções:  Ator, Produtor Executivo, Diretor, Roteirista, Assistente de Direção, Editor, Produtor e Gerente de Palco.